# Дроздов, Иосиф Иванович
Иосиф Иванович Дроздов (1894, Таврическая губерния, Российская Империя — 25 мая 1920, Таврическая губерния, РСФСР) — участник революции и севастопольского подполья в годы Гражданской войны.

## Биография

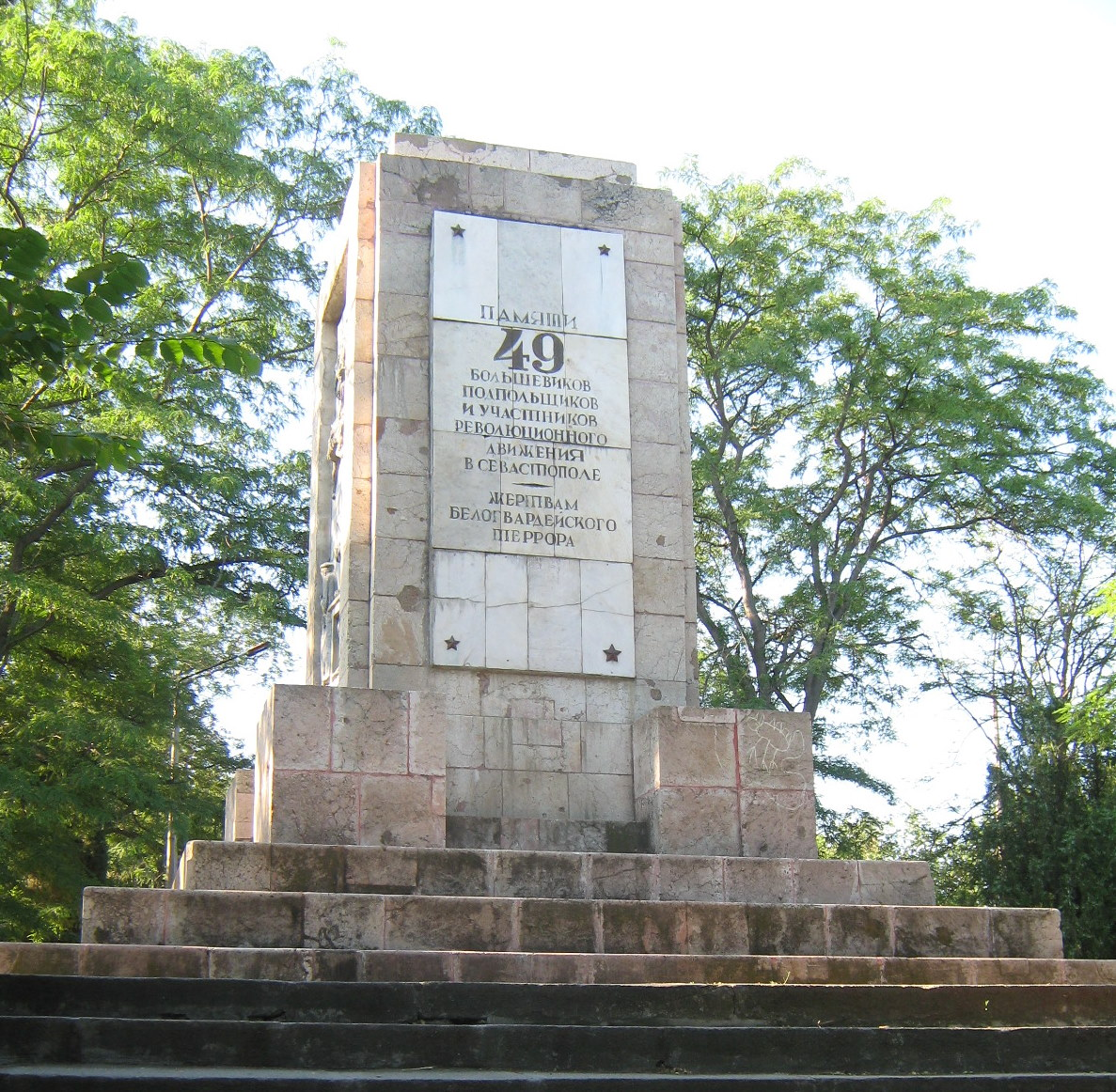
Памятник 49 коммунарам

В детстве помогал продавцу в бакалейной лавке, а затем сам стал продавцом. В 1914 году приехал в Севастополь, где в 22 года работал токарем на заводе. Принимал активное участие в создании профсоюза металлистов в Севастополе, был избран в президиум и секретарём союза. В июле 1917 года металлисты избирают его своим представителем в Севастопольский Совет военных и рабочих депутатов. Во время оккупации города немецкими войсками, войсками Антанты, а затем Вооружёнными силами юга России (ВСЮР) являлся членом подпольного городского комитета РКП(б), где вместе с И. А. Назукиным, М. Д. Шустером, А. М. Лысенко и другими коммунистами участвовал в подготовке всеобщей политической забастовки севастопольских рабочих. Затем переехал из Севастополя в хутор в районе Балаклавы, где участвовал в партизанской деятельности против оккупационных войск, содействовал созданию подпольной типографии.
В конце февраля 1920 года по доносу провокатора арестован военно-морской контрразведкой. Некоторое время содержался и подвергался пыткам Вооружёнными силами Юга России на крейсере «Рион». 25 мая 1920 года приговорён военно-полевым судом ВСЮР к смертной казни и сразу после суда расстрелян.
Останки Дроздова после Гражданской войны перезахоронены в братской могиле у южных ворот на кладбище Коммунаров в Севастополе. В 1937 году на ней по проекту архитектора М. А. Садовского воздвигнут памятник 49 коммунарам (указан как Дроздов И.).

## Память
В честь Иосифа Дроздова 3 января 1921 года в Ленинском районе Севастополя улица Мичманская переименована в улицу Дроздова.